# Нова Капела (општина)
Нова Капела је насељено место и седиште општине у Бродско-посавској жупанији, Република Хрватска.

## Историја
До територијалне реорганизације у Хрватској налазила се у саставу бивше велике општине Нова Градишка.

## Становништво
На попису становништва 2011. године, општина Нова Капела је имала 4.227 становника, од чега у самој Новој Капели 907.

## Попис1991.
На попису становништва 1991. године, насељено место Нова Капела је имало 1.018 становника, следећег националног састава:
| Попис 1991.‍   | Попис 1991.‍ | Попис 1991.‍ | Попис 1991.‍ | Попис 1991.‍ |
| ------------- | ----------- | ----------- | ----------- | ----------- |
|               |             |             |             |             |
| Хрвати        | Хрвати      |             | 961         | 94,40%      |
| Срби          | Срби        |             | 28          | 2,75%       |
| Југословени   | Југословени |             | 6           | 0,58%       |
| Албанци       | Албанци     |             | 2           | 0,19%       |
| Словенци      | Словенци    |             | 2           | 0,19%       |
| Мађари        | Мађари      |             | 1           | 0,09%       |
| Муслимани     | Муслимани   |             | 1           | 0,09%       |
| Украјинци     | Украјинци   |             | 1           | 0,09%       |
| непознато     | непознато   |             | 16          | 1,57%       |
| укупно: 1.018 |             |             |             |             |